# Die Fantastischen Vier
Die Fantastischen Vier znana również jako Fanta 4 (pol. Fantastyczna czwórka) – niemiecka grupa hip-hopowa założona w 1986 w Stuttgarcie przez Michaela Bernda Schmida (pseudonim Smudo), Andreasa Rieke (pseudonim And.Ypsilon), Michaela Becka (pseudonim Dee Jot Hausmarke) i Thomasa Dürra (pseudonim Thomas D). To oni skomponowali piosenkę "Die da", który jako pierwszy utwór hip-hopowy zajmował w Niemczech pierwsze dziesiątki list przebojów. Tworzą swój własny, trudny do powtórzenia styl, z każdym longplayem coraz bardziej poważny i filozoficzny. Stali się moralnym obliczem nowego pokolenia Niemców komentując kapitalistyczny świat. Najnowsza płyta „Für dich immer noch Fanta Sie“ ukazała się 14 maja 2010. Zawiera utwory "Danke" i "Gebt uns ruhig die Schuld".

## Dyskografia
- 1991 Jetzt geht's ab!
- 1992 4 Gewinnt
- 1993 Die 4. Dimension
- 1994 Megavier
- 1995 Lauschgift
- 1996 Live und direkt
- 1999 4:99
- 2000 MTV Unplugged
- 2003 Live in Stuttgart
- 2004 Viel
- 2005 Viel live
- 2005 Best of 1990-2005
- 2007 Fornika
- 2010	Für dich immer noch Fanta Sie